# 李惟美
李惟美（イ・ユミ、朝鮮語: 이유미(李惟美)、1962年2月28日 - ）は、大韓民国の植物分類学者である。1999年に国立樹木園が開園されるのに基礎を築いた植物分類分野最高の専門家である。2014年、第9代国立樹木園長に就任するとともに、山林庁が1967年に開庁して以来の47年間で初の女性高位公務員となった。国立樹木園初期の研究職公務員が園長となった初めての事例である。

## 略歴
1985年2月にソウル大学校林学科を卒業し、1987年に同大学院林学科修士を、1992年に同大学院山林自然学科博士を卒業した。
1994年、山林庁林業研究院樹木園課で林業研究士として公職を始めた。2014年4月、第9代国立樹木園長、2017年9月には、開放型公募を通じて第10代国立樹木園長に登った。2020年、世宗市に新たに開園した世宗国立樹木園の園長として赴任した。

## 著書
- 《우리가 정말 알아야 할 우리 나무 백 가지》（『私たちが本当に知るべき私たちの木 百種類』）　1995年、현암사(玄岩社) （2005年に増補版、2015年に改訂増補版） - 植物学図書としては異例の19刷を刷ったロングセラーである。李惟美は「100種類の木一つ一つと事情を共有し、感情移入しました。植物学者たちは一生に実に多くの植物に出会うが、そのようにわずらう時間は滅多に持つことができません。『私たちの木百種類』は私の人生を変えた本です」と言った。この本を読んで、森の解説家あるいは植物学者になることにした者も多い。出版界でも、『私たちの木 百種類』以後、大衆のための植物学諸図書が相次いで刊行されるなど、世の中に多くの影響を及ぼした本である[5]。
- 《한국의 야생화》（『韓国の野生花』）　2003年、다른세상。
- 《광릉 숲에서 보내는 편지》（『光陵の森から送る手紙』）　2004年、GEOBOOK。
- 《내 마음의 야생화 여행》（『私の心の野生花旅行』）　2011年、진선BOOKS。
- 《내 마음의 나무 여행》（『私の心の樹木旅行』）　2012年、진선BOOKS。